# Unlocker
Unlocker is een freewareprogramma voor Microsoft Windows dat bestanden die zijn geblokkeerd door een toepassing kan deblokkeren (unlock) waardoor het verwijderen, verplaatsen, bewerken en hernoemen van die bestanden zonder foutmeldingen verloopt en Windows dus geen fouten meldt als toegang geweigerd. Het programma integreert met Windows Verkenner, de bestandsmanager van Windows. De laatste versie is 1.9.2 en dateert van 16 mei 2013.